# Odontosoria chinensis
Odontosoria chinensis là một loài dương xỉ trong họ Lindsaeaceae. Loài này được L. J. Sm. mô tả khoa học đầu tiên năm 1857.